# Liste der Ausbildungsberufe in der Elektrotechnik
Die nachfolgenden Tabellen listen die unterschiedlichen elektrotechnischen Ausbildungsberufe auf.

## Bundesrepublik Deutschland

### Handwerk
| Beruf                                                          | von  | bis  | Bemerkung                     | Nachfolgeberuf                                                 |
| -------------------------------------------------------------- | ---- | ---- | ----------------------------- | -------------------------------------------------------------- |
| Elektroinstallateur                                            | 1934 | 2003 | [ 1 ] [ 2 ] [ 3 ] [ 4 ] [ 5 ] | Elektroniker für Energie- und Gebäudetechnik                   |
| Elektroniker für Energie- und Gebäudetechnik                   | 2003 |      |                               |                                                                |
| Elektromaschinenbauer                                          | 1936 | 2003 |                               | Elektroniker für Maschinen und Antriebstechnik                 |
| Elektroniker für Maschinen und Antriebstechnik                 | 2003 |      |                               |                                                                |
| Elektromechaniker                                              | 1938 | 2003 |                               | Systemelektroniker Elektroniker für Automatisierungstechnik    |
| Systemelektroniker                                             | 2003 | 2021 |                               | Elektroniker Fachrichtung Automatisierungs- und Systemtechnik  |
| Elektroniker für Automatisierungstechnik                       | 2003 | 2021 |                               | Elektroniker Fachrichtung Automatisierungs- und Systemtechnik  |
| Elektroniker Fachrichtung Automatisierungs- und Systemtechnik  | 2021 |      |                               |                                                                |
| Fernmeldeinstallateur                                          | 1938 | 1967 |                               | Fernmeldemechaniker                                            |
| Fernmeldemechaniker                                            | 1967 | 1987 |                               | Fernmeldeanlagenelektroniker                                   |
| Fernmeldeanlagenelektroniker                                   | 1987 | 1998 |                               | Elektroniker für Informations- und Telekommunikationstechnik   |
| Elektroniker für Informations- und Telekommunikationstechnik   | 2003 | 2021 |                               | Informationselektroniker                                       |
| Büro-, Näh-, Sprechmaschinen- und Fahrradmechaniker            | 1938 | 1964 |                               | Büromaschinenmechaniker Nähmaschinen- und Zweiradmechaniker    |
| Büromaschinenmechaniker                                        | 1964 | 1987 |                               | Büroinformationselektroniker                                   |
| Büroinformationselektroniker                                   | 1987 | 1999 |                               | Informationselektroniker Schwerpunkt Bürosystemtechnik         |
| Informationselektroniker Schwerpunkt Bürosystemtechnik         | 1999 | 2021 |                               | Informationselektroniker                                       |
| Rundfunkmechaniker                                             | 1941 | 1953 |                               | Radio- und Fernsehtechniker                                    |
| Radio- und Fernsehtechniker                                    | 1953 | 1999 |                               | Informationselektroniker Schwerpunkt Geräte- und Systemtechnik |
| Informationselektroniker Schwerpunkt Geräte- und Systemtechnik | 1999 | 2021 |                               | Informationselektroniker                                       |
| Informationselektroniker                                       | 2021 |      |                               |                                                                |
| Elektroniker für Gebäudesystemintegration                      | 2021 |      |                               |                                                                |

### Industrie
| Beruf                                                             | von  | bis  | Bemerkung                                             | Nachfolgeberuf                                                                                   |
| ----------------------------------------------------------------- | ---- | ---- | ----------------------------------------------------- | ------------------------------------------------------------------------------------------------ |
| Elektroinstallateur                                               | 1936 | 1972 |                                                       | Energieanlagenelektroniker                                                                       |
| Fernmeldemonteur                                                  | 1936 | 1972 |                                                       | Fernmeldeelektroniker                                                                            |
| Elektrowickler                                                    | 1937 | 1972 |                                                       | Elektromaschinenmonteur                                                                          |
| Betriebselektriker                                                | 1938 | 1953 |                                                       | Starkstromelektriker                                                                             |
| Elektromechaniker                                                 | 1938 | 1972 |                                                       | Energiegeräteelektroniker Feingeräteelektroniker Informationselektroniker Funkelektroniker       |
| Elektrowerker                                                     | 1939 | 1953 |                                                       | Starkstromelektriker                                                                             |
| Motorenwickler                                                    | 1940 | 1972 |                                                       | Elektromaschinenmonteur                                                                          |
| Transformatorenwickler                                            | 1940 | 1972 |                                                       | Elektromaschinenmonteur                                                                          |
| Starkstrommonteur                                                 | 1941 | 1953 |                                                       | Starkstromelektriker                                                                             |
| Kabelmonteur                                                      | 1941 | 1972 |                                                       | Elektroanlageninstallateur                                                                       |
| Fernmeldeleitungsleger                                            | 1942 | 1953 |                                                       |                                                                                                  |
| Starkstromleitungsleger                                           | 1942 | 1953 |                                                       |                                                                                                  |
| Elektroprüfer                                                     | 1942 | 1972 |                                                       | Elektrogerätemechaniker Nachrichtengerätemechaniker                                              |
| Starkstromelektriker                                              | 1953 | 1972 |                                                       | Energieanlagenelektroniker                                                                       |
| Mess- und Regelmechaniker                                         | 1960 | 1992 |                                                       | Prozessleitelektroniker                                                                          |
| Elektromaschinenwickler                                           | 1972 | 1987 | 1. Stufe der zweistufigen Ausbildung                  |                                                                                                  |
| Elektromaschinenmonteur                                           | 1972 | 2003 | 2. Stufe der zweistufigen Ausbildung                  | Elektroniker für Maschinen und Antriebstechnik                                                   |
| Elektroanlageninstallateur                                        | 1972 | 1987 | 1. Stufe der zweistufigen Ausbildung                  |                                                                                                  |
| Energieanlagenelektroniker                                        | 1972 | 1987 | 2. Stufe der zweistufigen Ausbildung                  | Energieelektroniker Fachrichtung Anlagentechnik Energieelektroniker Fachrichtung Betriebstechnik |
| Elektrogerätemechaniker                                           | 1972 | 1987 | 1. Stufe der zweistufigen Ausbildung                  |                                                                                                  |
| Energiegeräteelektroniker                                         | 1972 | 1987 | 2. Stufe der zweistufigen Ausbildung                  | Industrieelektroniker Fachrichtung Gerätetechnik                                                 |
| Nachrichtengerätemechaniker                                       | 1972 | 1987 | 1. Stufe der zweistufigen Ausbildung                  |                                                                                                  |
| Feingeräteelektroniker                                            | 1972 | 1987 | 2. Stufe der zweistufigen Ausbildung                  | Industrieelektroniker Fachrichtung Gerätetechnik                                                 |
| Informationselektroniker                                          | 1972 | 1987 | 2. Stufe der zweistufigen Ausbildung                  | Kommunikationselektroniker Fachrichtung Informationstechnik                                      |
| Funkelektroniker                                                  | 1972 | 1987 | 2. Stufe der zweistufigen Ausbildung                  | Kommunikationselektroniker Fachrichtung Funktechnik                                              |
| Fernmeldeinstallateur                                             | 1972 | 1987 | 1. Stufe der zweistufigen Ausbildung                  |                                                                                                  |
| Fernmeldeelektroniker                                             | 1972 | 1987 | 2. Stufe der zweistufigen Ausbildung                  | Kommunikationselektroniker Fachrichtung Telekommunikationstechnik                                |
| Fernmeldehandwerker                                               | 1972 | 1987 | Ausbildungsberuf der Deutschen Bundespost             | Kommunikationselektroniker Fachrichtung Telekommunikationstechnik                                |
| Energieelektroniker Fachrichtung Anlagentechnik                   | 1987 | 2003 |                                                       | Elektroniker für Gebäude- und Infrastruktursysteme                                               |
| Energieelektroniker Fachrichtung Betriebstechnik                  | 1987 | 2003 |                                                       | Elektroniker für Betriebstechnik                                                                 |
| Industrieelektroniker Fachrichtung Gerätetechnik                  | 1987 | 2003 |                                                       | Elektroniker für Geräte und Systeme                                                              |
| Industrieelektroniker Fachrichtung Produktionstechnik             | 1987 | 2003 |                                                       | Elektroniker für Automatisierungstechnik                                                         |
| Kommunikationselektroniker Fachrichtung Funktechnik               | 1987 | 2003 |                                                       | Systeminformatiker Elektroniker für Geräte und Systeme                                           |
| Kommunikationselektroniker Fachrichtung Informationstechnik       | 1987 | 2003 |                                                       | Systeminformatiker Elektroniker für Geräte und Systeme                                           |
| Kommunikationselektroniker Fachrichtung Telekommunikationstechnik | 1987 | 2003 |                                                       | Systeminformatiker Elektroniker für Geräte und Systeme                                           |
| Prozessleitelektroniker                                           | 1992 | 2003 |                                                       | Elektroniker für Automatisierungstechnik                                                         |
| Fluggerätelektroniker (alt)                                       | 1997 | 2003 |                                                       | Elektroniker für luftfahrttechnische Systeme                                                     |
| Elektroanlagenmonteur                                             | 1997 |      |                                                       |                                                                                                  |
| IT-Systemelektroniker                                             | 1997 |      |                                                       |                                                                                                  |
| Mechatroniker                                                     | 1998 |      |                                                       |                                                                                                  |
| Elektroniker für luftfahrttechnische Systeme                      | 2003 | 2013 |                                                       | Fluggerätelektroniker (neu)                                                                      |
| Systeminformatiker                                                | 2003 | 2013 |                                                       | Elektroniker für Informations- und Systemtechnik                                                 |
| Elektroniker für Automatisierungstechnik                          | 2003 |      |                                                       |                                                                                                  |
| Elektroniker für Betriebstechnik                                  | 2003 |      |                                                       |                                                                                                  |
| Elektroniker für Gebäude- und Infrastruktursysteme                | 2003 |      |                                                       |                                                                                                  |
| Elektroniker für Geräte und Systeme                               | 2003 |      |                                                       |                                                                                                  |
| Elektroniker für Maschinen und Antriebstechnik                    | 2003 |      |                                                       |                                                                                                  |
| Industrieelektriker Fachrichtung Betriebstechnik                  | 2009 |      | zweijährige Ausbildung                                |                                                                                                  |
| Industrieelektriker Fachrichtung Geräte und Systeme               | 2009 |      | zweijährige Ausbildung                                |                                                                                                  |
| Elektroniker für Informations- und Systemtechnik                  | 2013 |      |                                                       |                                                                                                  |
| Fluggerätelektroniker (neu)                                       | 2013 |      | gehört nicht mehr zu den industriellen Elektroberufen |                                                                                                  |

## Deutsche Demokratische Republik
| Beruf                                         | seit | bis  | Bemerkung |
| --------------------------------------------- | ---- | ---- | --------- |
| Elektriker                                    |      |      | [ 8 ]     |
| Elektroinstallateur                           |      |      |           |
| Elektromaschinenbauer                         |      |      |           |
| Elektromechaniker                             |      |      |           |
| Elektromonteur                                |      |      |           |
| Elektronikfacharbeiter                        |      |      |           |
| Elektrozeichner                               |      |      |           |
| Facharbeiter für Anlagen und Geräte           |      |      |           |
| Facharbeiter für BMSR-Technik                 |      |      |           |
| Facharbeiter für Fernsprech-, -schreibverkehr |      |      |           |
| Facharbeiter für Nachrichtentechnik           | 1970 | 1990 |           |
| Fernmeldemechaniker                           |      |      |           |
| Umspannwerkmonteur                            |      |      |           |

## Österreich
| Beruf                             | seit | bis  | Bemerkung |
| --------------------------------- | ---- | ---- | --------- |
| Anlagenelektriker                 |      |      | [ 9 ]     |
| Bürokommunikationstechniker       | 1997 | 2002 |           |
| Elektroanlagentechniker           |      |      |           |
| Elektrobetriebstechniker          |      |      |           |
| Elektroenergietechniker           |      |      |           |
| Elektroinstallateur               |      |      |           |
| Elektroinstallationstechniker     |      |      |           |
| Elektromaschinentechniker         |      |      |           |
| Elektroniker                      |      |      |           |
| Elektroniker (Modullehrberuf)     |      |      |           |
| Elektrotechniker                  |      |      |           |
| Elektrotechniker (Modullehrberuf) |      |      |           |
| IT-Systemtechniker                |      |      |           |
| Kommunikationstechniker           |      |      |           |
| Konstrukteur                      |      |      |           |
| Mechatroniker                     |      |      |           |
| Mechatroniker (Modullehrberuf)    |      |      |           |
| Prozessleittechniker              |      |      |           |
| Prozesstechniker                  |      |      |           |

## Schweiz
| Beruf                                    | seit | bis  | Bemerkung |
| ---------------------------------------- | ---- | ---- | --------- |
| Automatiker                              | 1997 |      | [ 10 ]    |
| Automatikmonteur                         |      | 2007 |           |
| Elektroinstallateur                      |      |      |           |
| Elektroniker                             | 1984 |      |           |
| Elektroplaner                            |      |      |           |
| Fernmelde-, Elektro- und Apparatemonteur |      |      |           |
| Fernseh- und Radioelektriker             | 1984 | 2000 |           |
| Montage-Elektriker                       |      |      |           |
| Multimediaelektroniker                   | 2000 |      |           |
| Netzelektriker                           |      |      |           |
| Telematiker                              |      |      |           |